# Senna acuta
Senna acuta là một loài thực vật có hoa trong họ Đậu. Loài này được (Vogel) Zoellner & San Martin miêu tả khoa học đầu tiên.